# Lucien Carr
Lucien Carr (* 1. März 1925 in New York; † 28. Januar 2005 in Washington, D.C.) war ein US-amerikanischer Verleger, der zur Beat Generation zählte.

## Leben
Carr war der Sohn von Russell Carr (1892–1959) und dessen Ehefrau Marion Howland Gratz (1898–1987). Seine ältere Schwester, Barbara Gratz Carr (1923–1981) war mit dem portugiesischen Architekten Vasco Vieira da Costa (1911–1982) verheiratet. Die Familien Carr und Gratz stammten aus St. Louis (Missouri) und über Marion Howland Gratz waren sie weitläufig mit der Familie Rockefeller verwandt.
1930 ließen sich Carrs Eltern scheiden und Carr ging zusammen mit seiner Mutter zurück nach St. Louis. Während seiner Schulzeit schloss sich Carr den Boy Scouts of America an und machte dadurch 1937 die Bekanntschaft von David Kammerer (1911–1944), einem Lehrer für Sport und Englisch an der örtlichen Universität. Ein Freund aus Kindertagen Kammerers war der spätere Schriftsteller William S. Burroughs.
Kammerer verliebte sich in Carr, der mit dieser Situation überfordert wurde. Bis 1942 unternahm Carr eine Odyssee, die ihn von St. Louis nach Andover (Massachusetts) an die Phillips Academy, kurze Zeit später nach Brunswick (Maine) an das Bowdoin College und schlussendlich an die University of Chicago führte. Kammerer gab seine Stelle in St. Louis auf und um Carr nahe zu sein, begann er an den jeweiligen Schulen Carrs als Aushilfslehrer zu arbeiten. In Chicago (Illinois) verübte Carr einen Selbstmordversuch, seine Familie sah den Grund in Kammerers fortgesetztem Stalking. Nach einem kurzen Aufenthalt in der Psychiatrie (Cook County Hospital) holte ihn seine Mutter zu sich nach New York und drängte ihn, sich an der Columbia University (Manhattan) zu immatrikulieren.
Ihr Versuch Kammerer von ihrem Sohn fernzuhalten schlug fehl, da dieser sich, wie auch William S. Burroughs, noch im selben Jahr in West Village (Manhattan) niederließ. An der Columbia University fiel Carr Lionel Trilling auf, einem Dozenten und einflussreichen Literaturkritiker. Dieser hätte Carr gerne als Mitglied seines Literaturzirkels „New York Intellectuals“ gesehen, doch Carr war diese Gruppe zu politisch ausgerichtet. Während seiner Zeit an der Universität war er nur Mitglied der „Philoxian Society“. Ebenfalls in dieser Zeit entstand auch die Freundschaft mit Allen Ginsberg, der im selben Wohnheim wie Carr ein Zimmer hatte.
Über Ginsberg kam Jack Kerouac und dessen Freundin Edie Parker dazu und zusammen mit Burroughs und Herbert Huncke (später schloss sich noch Gregory Corso an) formierte sich in dieser Zeit die Urzelle der Beat Generation. Die ersten regelmäßigen Treffen fanden im Appartement von Joan Vollmer Adams und Edie Parker in der Nähe der Universität statt.
Nach dem Kriegseintritt der USA Ende 1941 verschlechterte sich das Verhältnis zu Kammerer immer mehr. Erschwerend kam dazu, dass Burroughs während der ganzen Zeit unverbrüchlich zu Kammerer stand und Carr unter dessen Stalking schwer litt. In der Nacht vom 12. auf den 13. August 1944 fasste Carr spontan den Plan, mit einem Frachtschiff nach Europa zu fahren um bei der Befreiung von Paris vor Ort zu sein. Durch Burroughs erfuhr Kammerer am Morgen des 13. von diesem Plan und suchte Carr auf. Die beiden stritten, bedrängt von Kammerer wehrte sich Carr mit einem Messer und tötete seinen Angreifer. Anschließend versteckte er die Leiche Kammerers am Ufer des nahegelegenen Hudson Rivers.
Danach beriet sich Carr mit Burroughs, der ihn überzeugen konnte nicht zu fliehen. Carr stellte sich dem District Attorney und nach Bergung der Leiche wurde er offiziell verhaftet. Er wurde zu zwei Jahren Haft verurteilt, die er in der Haftanstalt Elmira Correctional Facility im Chemung County (Upstate New York) verbüßte.
1946 wurde Carr aus dem Gefängnis entlassen und bekam noch im selben Jahr eine Anstellung als Bürohilfskraft („copy boy“) bei United Press (UP). Als sich UP 1958 mit International News Service (INS) zur United Press International (UPI) zusammenschloss, arbeitete Carr fortan dort als Verleger. Bereits 1952 hatte er Francesca van Hartz geheiratet und mit ihr drei Söhne: Simon, Caleb und Ethan.
1963 ließ sich Carr scheiden und heiratete in zweiter Ehe Sheila Thompson. Während dieser Zeit wechselte Carr nach Washington, D.C. und fungierte dort ebenfalls als Publizist und Verleger für UPI. 1993 ging Carr in Pension, behielt aber seine Wohnung in Washington. Nach langer Krebserkrankung starb Carr im Januar 2005 im George Washington University Hospital. Die letzten Jahre seines Lebens begleitete ihn Kathleen Silvassy.

## Film
- John Krokidas (Regie): Kill Your Darlings – Junge Wilde. USA 2013.